# Nederlandse kampioenschappen schaatsen afstanden 1992 - 1000 meter vrouwen
De 1000 meter vrouwen op de Nederlandse kampioenschappen schaatsen afstanden 1992 werd gereden in januari 1992 in ijsstadion Thialf te Heerenveen. 
Er waren vijftien schaatssters die aan deze editie deelnamen. Titelverdedigster was Christine Aaftink, zij prolongeerde haar titel voor de tweede maal.

## Uitslag
| #      | Schaatser            | tijd    |
| ------ | -------------------- | ------- |
| Goud   | Christine Aaftink    | 1.22,73 |
| Zilver | Sandra Voetelink     | 1.22,85 |
| Brons  | Herma Meijer         | 1.24,84 |
| 4      | Marieke Stam         | 1.24,87 |
| 5      | Anita Loorbach       | 1.25,05 |
| 6      | Alida Pasveer        | 1.26,49 |
| 7      | Barbara de Loor      | 1.26,54 |
| 8      | Renske Vellinga      | 1.26,70 |
| 9      | Ingrid van der Voort | 1.27,01 |
| 10     | Evelyn de Haan       | 1.27,45 |
| 11     | Anja Bollaart        | 1.27,92 |
| 12     | Babs Bijlsma         | 1.28,19 |
| 13     | Petra Dikkema        | 1.28,27 |
| 14     | Janine Koudenburg    | 1.29,21 |
| 15     | Thea Limbach         | 1.29,67 |

Uitslag
1987 · 
1988 · 
1989 · 
1990 · 
1991 · 
1992 · 
1993 · 
1994 · 
1995 · 
1996 · 
1997 · 
1998 · 
1999 · 
2000 · 
2001 · 
2002 · 
2003 · 
2004 · 
2005 · 
2006 · 
2007 · 
2008 · 
2009 · 
2010 · 
2011 · 
2012 · 
2013 · 
2014 · 
2015 · 
2016 · 
2017 · 
2018 · 
2019 · 
2020 · 
2021 · 
2022 · 
2023 · 
2024 · 
2025